# María Izquierdo

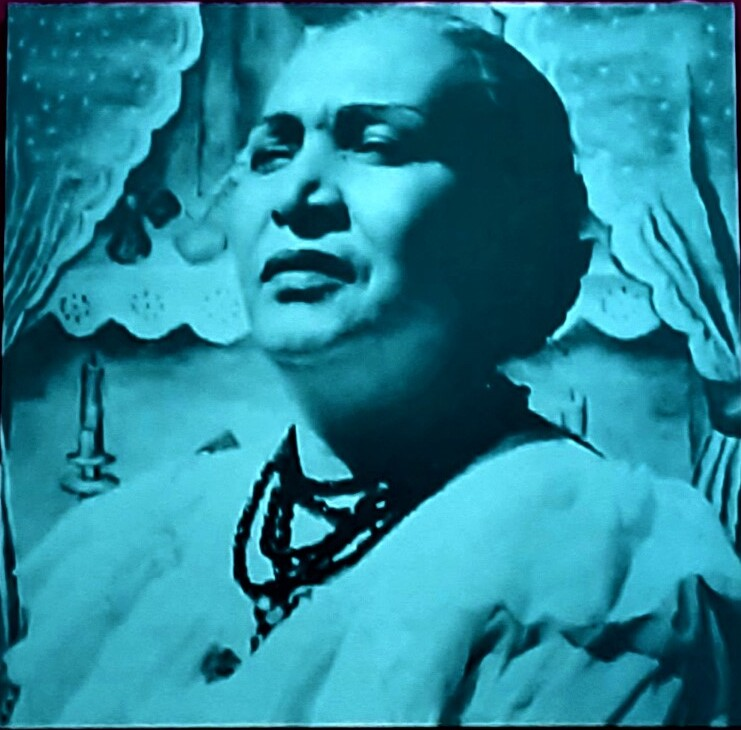

María Izquierdo (* 30. Oktober 1902 in San Juan de los Lagos, Jalisco; † 3. Dezember 1955 in Mexiko-Stadt) war eine mexikanische Malerin.

## Leben
Ihr Name war María Cenobia Izquierdo Gutiérrez. Ihr Vater starb, als sie 5 Jahre alt war. Danach lebte sie bei den Großeltern, bis ihre Mutter wieder heiratete und sie nach Coahuila zog. Das Dorfleben mit seinen Sitten und Traditionen gestaltete ihr Leben in der Kindheit.
Sie wurde im Alter von 14 zur Heirat gezwungen und hatte drei Kinder. Mit 26 war sie geschieden.
Sie studierte ein Jahr an der Academia de San Carlos. Ihr Lehrer war Germán Gedovius, ein Porträt-Maler, welcher mit dem deutschen Romantizismus vertraut war. 1929 wurde Diego Rivera zum Direktor der Akademie ernannt. Bei einer Schülerausstellung war Diego Rivera von ihren Bildern begeistert. Er war der Erste, der sie förderte. Später hatte sie eine enge, auch persönliche Beziehung zu Rufino Tamayo, welcher einen großen Einfluss auf ihr persönliches Werk hatte. Damals wendete sie sich dem Surrealitischem Stil zu.
1938 lernte sie den chilenischen Maler Raúl Uribe kennen, mit dem sie zusammenzog. Nun verkehrte sie außerdem in den Kreisen der Politiker und Diplomaten. Da sie im Auftrag von ihnen malte, wurde ihr verspielter Stil mehr realistisch.

## Werk und Bedeutung
Mit 28 gab sie ihre erste Ausstellung. Sie war außerdem die erste mexikanische Frau die in den USA eine Ausstellung hatte. Später war sie auch in Tokio, Paris und in mehreren lateinamerikanischen Ländern wie Chile. So half sie die Kunst Mexikos weltweit bekannt zu geben.
Ihr Stil ist bekannt als „die andere mexikanische Malerei“, welche einen großen Einfluss hatte von den mexikanischen Muralisten wie Diego Rivera und David Alfaro Siqueiros, mit denen sie eng befreundet war. Es ist eine Mischung von Primitivismus und populären Elementen, oft dargestellt in einem Traumland oder Stillleben, mit kräftigen leuchtenden Farben, meist grün, dunkelrot und gelb.
Wie viele der Maler ihrer Zeit, wollte sie die mexikanischen Sitten und Traditionen festhalten. Bekannt sind ihre Bilder vom Altar der Heiligen Dolores, ein Altar der am Freitag vor Ostern in vielen Haushalten aufgestellt wird, wie z. B. in San Miguel de Allende, wo es zu einem Wettbewerb wird.
1943 stellte sie 60 ihrer Bilder im Salón Verde des Palacio de Bellas Artes aus und sie wurde zur besten modernen Malerin Mexikos ernannt.
2005 wurden ihre Bilder von der mexikanischen Regierung offiziell zum „nationalen Kulturgut“ erklärt.

## Namensgeberin
Ein Einschlagskrater auf dem Merkur wurde 2009 nach María Izquierdo benannt.